# Tom Payne (acteur)
Pour les articles homonymes, voir Tom Payne et Payne.
Thomas « Tom » Payne (né le 21 décembre 1982) est un acteur britannique. Il est connu pour incarner Brett Aspinall dans une série télévisée, Waterloo Road, diffusée de janvier 2007 jusqu'à mars 2008.
Il a également joué le rôle principal dans le film l'Oracle.
Et est principalement connu pour interpréter Paul « Jesus » Rovia dans The Walking Dead.

## Biographie
Payne est né à Chelmsford, dans le comté de l'Essex, et a grandi à Bath, dans le comté de Somerset, où il allait à l'école King Edward.
En janvier 2007, il apparaît pour la première fois dans Waterloo Road pour la BBC. Bien qu'il ait eu 24 ans à ce moment-là, Payne incarnait un personnage âgé de 17 ans. Il participa à la série jusqu'à la fin des saisons suivantes en mars 2008. Il a été révélé après coup qu'il ne serait pas de retour pour les saisons suivantes prévues pour janvier 2009. 
En 2013, Tom Payne joue dans le film L’Oracle, il interprète Robe Cole personnage principal du film.
Il est aussi connu pour jouer dans la célèbre série The Walking Dead en incarnant Paul « Jesus » Rovia.
À partir de septembre 2019, Tom Payne joue le rôle principal dans la série Prodigal Son, il interprète le personnage de Malcolm Bright, profiler et fils d'un célèbre tueur en série.

## Filmographie

### Cinéma
- 2007 : Miss Marie Lloyd – Queen of The Music Hall : Bernard Dillon
- 2008 : Miss Pettigrew Lives for a Day : Phil Goldman
- 2009 : Best : His Mother's Son (en) : George Best
- 2011 : The Task : Stanton
- 2012 : Héritage (The Inheritance) : Matthew
- 2013 : L'Oracle (The Physician) : Rob Cole
- 2019 : Io : Elon (voix)
- 2024 : Horizon : Une saga américaine, chapitre 1 (Horizon: An American Saga – Chapter 1) de Kevin Costner : Hugh Proctor
- 2024 : Horizon : Une saga américaine, chapitre 2 (Horizon: An American Saga – Chapter 2) de Kevin Costner : Hugh Proctor

### Télévision

#### Séries télévisées
- 2007 : Skins : Spencer
- 2007 - 2008 : Waterloo Road (en) : Brett Aspinall (32 épisodes)
- 2009 : Casualty : Toby Tyler
- 2009 : Les Hauts de Hurlevent (en) (Wuthering Heights) : Linton Heathcliff[1] (2 épisodes)
- 2009 : Marple : Edgar Lawson
- 2009 : Beautiful People : Mr Carr
- 2011 - 2012 : Luck : Leon « Bug Boy » Micheaux (9 épisodes)
- 2016 - 2019 : The Walking Dead : Paul « Jesus » Rovia (45 épisodes)
- 2018 : Fear The Walking Dead : Paul « Jesus » Rovia
- 2019 - 2021 : Prodigal Son : Malcolm Bright (33 épisodes)

## Théâtre
- 2005 - 2006 : New Ambassadors Theatre, Londres : Raleigh
- 2006 : Soho Theatre (en), Londres : Henry